# 和田雄治
和田 雄治（わだ ゆうじ、1859年9月29日（安政6年9月4日）  - 1918年（大正7年）1月5日）は日本の気象学者、海洋学者。東京大学理科大学物理学科を卒業し中央気象台の前身である内務省地理局測量課気象掛に勤め、気象事業の統轄と気象の調査研究に一生をささげた。暴風警報や天気予報の創始者である。主な業績は1880年の富士山頂での気象観測、日本近海の海流調査、及び研究。また東京物理学講習所（現東京理科大学）の設立者の一人でもある。
1893年農商務省水産調査所の水産調査委員会会員として海流瓶による日本近海の海流調査を提唱し、1893,94,95年に海流瓶を放って親潮、黒潮の状況を調査した。科学的に日本近海の海流が調査されたのは初めての事だった。1913年よりは大阪毎日新聞社の後援を受け大規模な海流瓶による海洋調査を実施し、1917年までに13357本を投入、その内2990本が回収された（回収率22％）。この調査により日本近海の海流の大勢が明らかとなった。この調査の報告は和田がまとめたが、生前には出版されず、1922年に「日本環海海流調査業績」として出版された。北西太平洋各月平均水温分布図も発表している。
1891年に水科七三郎と同行し全道各所に巡視する際に、利尻山を測量するために登攀した。また、千島列島に到着した際には、占守島より色丹島に移住した千島アイヌを調査し、前列の『氣象集誌』に数号に渡って掲載されているシリーズ論文「北海氣象鎖談」の1899年11巻9号の承前において、千島アイヌ語の気象、自然、日付、数字などの127単語を表にまとめている。
1904年には、日露戦争に際して朝鮮の仁川に設けられた臨時観測所の所長に任ぜられた。後に総督府観測所所長を歴任した。朝鮮に赴任中、測雨器（雨量計）や瞻星台（天文台）のような伝統的な天文・気象観測機器に関して多くの報告を残し、遺物や文献記録の収集と保護に努めた。
1917年7月、『朝鮮古代観測記録調査報告』で、世界最古の雨量・風向の長期間観測が朝鮮でおこなわれていた事実を報告した。